# NGC 6968
NGC 6968 (другие обозначения — PGC 65428, MCG -2-53-6, NPM1G -08.0539, IRAS20458-0829) — галактика в созвездии Водолей.
Этот объект входит в число перечисленных в оригинальной редакции «Нового общего каталога».